# Liefrange
Liefrange (en luxemburguès: Léifreg; en alemany: Liefringen) és una vila i centre administratiu de la comuna de Lac de la Haute-Sûre situada al districte de Diekirch del cantó de Wiltz. Està a uns 35 km de distància de la ciutat de Luxemburg.